# Алестар
Алестар — река на полуострове Камчатка в России. Протекает по территории Быстринского района. Длина реки — 14 км.
Начинается на южном склоне горы Лаучан. Течёт в общем юго-восточном направлении по местности, заросшей берёзовым лесом, огибая гору Кабалан. Впадает в реку Шануч слева на расстоянии 21 км от её устья.
Основные притоки — Якутский, Дикий (правые); Беличий, Малютка (левые).
По данным государственного водного реестра России относится к Анадыро-Колымскому бассейновому округу. Код водного объекта — 19080000212120000030317